# Linchamiento de Thomas Shipp y Abram Smith
Thomas Shipp y Abram Smith fueron dos jóvenes afroamericanos linchados el 7 de agosto de 1930 en Marion, Indiana. 
Habían sido arrestados esa noche como sospechosos en un caso de robo y asesinato contra un obrero blanco llamado Claude Deeter y de violar a su novia Mary Ball que lo acompañaba. Una gran multitud invadió la cárcel con mazos, golpeó a ambos y luego los colgó de un árbol en la plaza del palacio de justicia del condado. Cuando Abram Smith intentó liberarse de la soga al ser izado, fue bajado y le rompieron los dos brazos para impedir que tratara de liberarse de nuevo. Los oficiales de policía que estaban en medio de la multitud colaboraron con el linchamiento. Un tercer sospechoso afroamericano, de 16 años, James Cameron, escapó por poco del linchamiento gracias a un participante no identificado, que anunció que no tenía nada que ver con el asesinato y le ayudó a abandonar el lugar. Un fotógrafo de estudio, Lawrence Beitler, sacó una foto de los cuerpos colgados del árbol rodeados por la gran multitud; en los días siguientes se vendieron miles de copias de la foto.
Mary Ball luego testificó que no había sido violada. James Cameron fue juzgado en 1931 como cómplice de asesinato sin evidencias, condenado y sentenciado a la prisión estatal durante varios años. Después de ser liberado en libertad condicional, se mudó a Detroit, donde trabajó y fue a la universidad. En la década de 1940 regresó a Indiana, trabajando como activista por los derechos civiles de los negros y encabezando una agencia estatal para la igualdad de derechos. En la década de 1950 se trasladó a Milwaukee, Wisconsin. Allí en 1988 fundó el America's Black Holocaust Museum, sobre la historia afroamericana.
Después de dedicar su vida al activismo por los derechos civiles, en 1991 Cameron fue indultado por el estado de Indiana.